# État de choses
En métaphysique analytique, un état de choses ou fait est une réalité fondamentale composite qui provient de la combinaison d’un individu au sens strict (thin particular en anglais) et d’une propriété. D'après David M. Armstrong, cette combinaison est la structure la plus fondamentale de la réalité. À ces deux constituants s'ajoutent des relations entre les individus. 
Le concept d'« état de choses » (state of affairs en anglais) a été forgé par David Armstrong à partir de la notion de « fait » proposée par Wittgenstein dans son Tractatus. Selon ces deux auteurs, les individus, les propriétés et les relations sont tout ce qui existe dans le monde.

## Particulier et universel
L'individu ou « particulier » (particular) est le premier constituant fondamental d’un état de choses. Contrairement aux propriétés qui caractérisent les états de choses, l'individu est strictement non répétable : il ne possède qu'une seule occurrence (ne se présente qu'une seule fois). Parce qu'il n'a qu'une seule occurrence, un individu ne peut être à plusieurs endroits en même temps. Jean, le Soleil, mon ordinateur, cette assiette, sont des individus en ce sens (bien qu'ils ne soient pas fondamentaux). C'est en vertu de leur caractère individuel que ces choses ou cette personne sont uniques et se situent à un seul endroit à la fois. 
L'autre constituant fondamental d'un état de choses est la propriété qui contribue, avec d'autres propriétés, à sa caractérisation. Selon Armstrong, cette propriété est un universel qui peut se répéter à l’identique dans différents états de choses. Elle a donc de multiples occurrences ou instanciations possibles. Par exemple : la propriété « charge électrique négative » est prédiquée de tous les objets de charge électrique négative et est donc la même pour tous ces objets. Elle est instanciée dans chacun de ces objets. D'autres auteurs considèrent au contraire que les propriétés des états de choses ne sont pas des universaux mais sont des particuliers au même titre que les individus qu'elles caractérisent – on parle alors de « tropes ».

## Factualisme
Affirmer comme Wittgenstein ou Armstrong que la réalité est fondamentalement constituée d’états de choses (et non, par exemple, de choses) revient à soutenir une thèse métaphysique : le factualisme. Le factualisme a des implications  épistémologiques concernant la relation entre une proposition vraie et la réalité, ainsi que des implications linguistiques concernant la relation entre un sujet et un prédicat. Il conduit chez Armstrong à la théorie des vérifacteurs. Selon cette théorie, l'état de choses qui fait que a est F est le vérifacteur « F(a) », qui est une relation de prédication atomique  ou élémentaire.
Un des arguments avancés en faveur du factualisme est le suivant : a et F pourraient exister sans que « a est F » soit réalisé ; le fait que a soit F implique donc quelque chose de plus que a et F. Il est inutile d'ajouter simplement le lien fondamental de l'instanciation à la somme de a et F. En effet, l'existence de a, de l'instanciation et de F ne garantit pas non plus le fait que a soit F. Il doit donc exister quelque chose de plus dans cette somme pour que a soit F — et ce quelque chose est un état de choses.